# Der Gendarm von St. Tropez
Der Gendarm von St. Tropez ist eine französische Filmkomödie mit Louis de Funès aus dem Jahr 1964 und der erste einer sechsteiligen Reihe von Filmen um den Gendarmen Ludovic Cruchot. Regie führte Jean Girault. Der Film startete am 27. Mai 1966 in den bundesdeutschen Kinos.

## Handlung
Ludovic Cruchot, Gendarm in einem kleinen Bergdorf, wird befördert und nach Saint-Tropez versetzt. Als stellvertretender Revierchef zeigt der Maréchal des logis-chef (damals entsprechend Polizeihauptwachtmeister) vom ersten Tag an zwei Gesichter: Devot bis hin zur Unterwürfigkeit gibt er sich im Verhältnis zu seinem Vorgesetzten, Revierchef Gerber (im frz. Original Chef de Brigade im Rang Adjudant, also Polizeimeister). Die niederrangigen Angehörigen der kleinen Gendarmerie-Brigade kommandiert der zur Cholerik neigende Cruchot hingegen übertrieben streng: Von seinen Untergebenen erwartet er bedingungslose Unterordnung. Gegenüber ihnen, aber auch bei harmlosen Gesetzesbrechern zeigt er mitunter sogar Züge von Hinterhältigkeit. Alles in allem ist Cruchot ein kaum sympathisch zu nennender Zeitgenosse, der wie ein „Radfahrer“ nach oben buckelt und nach unten tritt.
Mit Feuereifer verfolgt der Gendarm die von ihm als schamlos angesehenen Nudisten, die an einem einsamen Strand ihrer Leidenschaft frönen. Nach mehreren vergeblichen Versuchen gelingt es ihm mit einem Geniestreich, eine ganze Gruppe davon zu verhaften und wie eine Schafherde zur Gendarmerie zu treiben.
Cruchot ist alleinerziehender Vater seiner heranwachsenden Tochter Nicole. Diese entwickelt sich in Saint Tropez – zum Entsetzen ihres Vaters – von der Provinzmaus zum kecken Teenager. Sie sucht Anschluss und findet neue, aber schnöselige Freunde. Um diesen zu gefallen, verschweigt sie, dass ihr Vater Polizist ist, und gibt stattdessen an, dass er der amerikanische Multimilliardär Archibald Ferguson, Besitzer der im Hafen liegenden Luxusyacht OLNICO, sei.
Diese Yacht ist jedoch zufälligerweise das Hauptquartier einer Gangsterbande, die gerade ein wertvolles Gemälde von Rembrandt van Rijn aus einem Museum geraubt hat. Es entstehen nun zahlreiche Wirrungen und Verwicklungen, an deren Ende Cruchot die Diebesbande dingfest machen kann.
Am Ende des Films findet zu Ehren der Gendarmen von Saint Tropez eine große Parade statt. Diese führt Cruchot in der Uniform eines Brigadegenerals an (vermutlich eine Anspielung der Filmemacher auf den damaligen französischen Staatspräsidenten De Gaulle, dessen letzter militärischer Rang jener eines Brigadegenerals war). Cruchots Tochter Nicole wird mit Mann und Kind (und mit schwarzer Perücke) gezeigt; all dies bleibt in den nachfolgenden Teilen der Filmreihe jedoch unberücksichtigt.

## Kritiken
„[…] mäßiges Drehbuch, das durch die groteske Komik der Funès-Körpersprache gewinnt. (Wertung: 2½ von 4 möglichen Sternen = überdurchschnittlich)“

„Ganz auf Louis de Funès zugeschnittene Unterhaltung mit entsprechendem Klamaukanteil.“

„Im ganzen gesehen lustiger Farbfilm über die Ferienzeit in dem berühmten Saint Tropez. Der Hauptdarsteller ist für Komödienliebhaber sehenswert.“